# لابرادفورد سميث
لابرادفورد سميث (بالإنجليزية: LaBradford Smith)‏ مواليد 3 أبريل 1969 في باي سيتي، هو لاعب كرة سلة أمريكي سابق. بدأ مسيرته الاحترافية في سنة 1991. تم اختياره من قبل فريق واشنطن ويزاردز خلال الدرافت. يبلغ طوله 6 قدم 3 بوصة (1.9 م). اعتزل اللعب في 2000. أحرز خلال مسيرته في الإن بي إيه 1218 نقطة بمعدل 6.7 نقاط في المباراة الواحدة.

## المسيرة الاحترافية
لعب مع واشنطن ويزاردز من سنة 1991 إلى 1994، ثم لعب مع سكرامنتو كينغز في موسم 1993–1994، ثم لعب مع نادي ليون لكرة السلة في الدوري الإسباني في موسم 1996–1997.

## روابط خارجية
- لابرادفورد سميث على موقع إن بي أي (الإنجليزية)
- لابرادفورد سميث على موقع سبورتس رفرنس (الإنجليزية)
- لابرادفورد سميث على موقع الدوري الإسباني لكرة السلة (الإسبانية)
- لابرادفورد سميث على موقع كرة السلة الأوروبية.كوم (الإنجليزية)
- لابرادفورد سميث على موقع كلية كرة السلة في سبورتس رفرنس.كوم (الإنجليزية)
- لابرادفورد سميث على موقع ريلجم (الإنجليزية)
- لابرادفورد سميث على موقع بروبوليرز (الإنجليزية)
- لابرادفورد سميث على موقع سبورتس رفرنس (الإنجليزية)